# میشل اسکوب
میشل اسکوب (فرانسوی: Michel Scob‎; ۲۶ آوریل ۱۹۳۵ – ۷ سپتامبر ۱۹۹۵) دوچرخه‌سوار اهل فرانسه بود.